# Grobelno, Slovenia
Grobelno (phát âm [ˈɡɾoːbɛlnɔ]) là một khu định cư ở miền đông Slovenia. Grobelno nằm tại biên giới giữa đô thị Šmarje pri Jelšah (về phía nam và đông) và đô thị Šentjur (về phía bắc và tây). Tính đến  tháng 1 năm 2020, 58% dân số Grobelno sống tại Šmarje pri Jelšah, với 42% ở Šentjur. Toàn bộ khu định cư, cũng như toàn bộ đô thị này, được bao gồm trong vùng thống kê Savinja, mà nó nằm trong phân vùng Slovenia của Công quốc lịch sử Styria.
Các tuyến đường sắt chạy qua khu định cư, bao gồm một điểm giao nhau ở đoạn Šentjur để chuyển giữa một tuyến từ Celje và một tuyến từ Maribor.